# Owain Yeoman
Pour les articles homonymes, voir Owen et Yeoman (homonymie).
Owain Yeoman est un acteur britannique, né le 2 juillet 1978 à Chepstow (pays de Galles, Royaume-Uni).

## Biographie
Owain Yeoman est décrit comme parlant couramment anglais, français et allemand, ce qu'il a démenti dans une interview
Il a étudié la littérature anglaise à l'université d'Oxford.
Il se marie le 9 décembre 2006 avec l'actrice anglaise Lucy Davis à la cathédrale Saint-Paul de Londres. Ils divorcent en 2011. Il se remarie avec Gigi Yallouz. Ils sont les parents d'une petite Ever Belle née le 24 avril 2015.
Owain Yeoman est principalement connu pour avoir incarné Wayne Rigsby dans la série Mentalist.

## Filmographie

### Cinéma
- 2004 : Troie de Wolfgang Petersen : Lysander
- 2006 : Beerfest de Jay Chandrasekhar : Aussie Sailor #1
- 2009 : ChromeSkull : Laid to Rest 2 de Robert Hall : King
- 2014 : American Sniper de Clint Eastwood : le ranger
- 2016 : The Belko Experiment de Greg McLean : Terry Winters
- 2020 : The Boy : La Malédiction de Brahms (Brahms: The Boy II) de William Brent Bell : Sean
- 2021 : SAS: Rise of the Black Swan de Magnus Marten : Oliver "Olly" LEWIS
- 2022 : Save the Cinema (en) de Sara Sugarman : David Evans

### Télévision

#### Téléfilms
- 2004 : Commando Nanny (téléfilm) : Miles Ross
- 2007 : Traveling in Packs (téléfilm) : Ken

#### Séries télévisées
- 2004 : Inspecteur Barnaby : Henry Charlton (saison 8, épisode 2 : "Les régates de la vengeance")
- 2006 : Kitchen Confidential : Steven Daedelus
- 2007 : The Nine : Lucas Dalton
- 2007 : Generation Kill : le sergent Eric Kocher
- 2008 : Terminator : Les Chroniques de Sarah Connor : Cromartie
- 2008-2015 : Mentalist : Wayne Rigsby
- 2014 : Extant : Dr Masson
- 2015 : Supergirl : Vartox[3]
- 2015-2017 : Turn : Washington's Spies : Benedict Arnold (saisons 2-4)
- 2016 : Elementary : Julius Kent (saison 5, épisode 4)
- 2017 : Blacklist : Greyson Blaise (saison 5, épisode 2)
- 2019 : Emergence : Benny Gallagher
- 2023 : True Lies : Pieter Voss (saison 1, épisode 3)
- 2024 : Les Experts : Vegas : Truman Thomas (saison 3, 3 épisodes)
- 2025 : Tracker : Nicholas Bronwen (saison 2, épisode 17)
- 2025 : Bosch: Legacy : Jeremy McKee (saison 3, épisode 10)

## Voix françaises
- Thibault Belfodil dans :
  - Mentalist (série télévisée)
  - Extant (série télévisée)
  - American Sniper
  - Blacklist (série télévisée)
  - Emergence (série télévisée)
  - SAS: Rise of the Black Swan
  - Tracker (série télévisée)